# Fatal 4-Way (2010)
Fatal 4-Way — pay-per-view (ППВ) шоу федерации рестлинга World Wrestling Entertainment, концепция которого заключалась в проведении трех титульных матчей по правилам «фатальных четырёхсторонних поединков». Шоу прошло 20 июня 2010 года на арене «Nassau Veterans Memorial Coliseum» в Юниондейле, Нью-Йорк.  По платным кабельным каналом шоу посмотрело около 143 000 человек, что ниже, чем прошлогоднее шоу The Bash, которое увидело 178 000 человек. Низкий рейтинг шоу привёл к тому, что уже в следующем году WWE решило заменить его на мероприятие под названием WWE Capitol Punishment.

## Результаты
| №                                | Поединки                                                                                                 | Условия                                                                   | Время      |
| -------------------------------- | --- | ------------------------------------------------------------------------- | ---------- |
| Тёмный                           | Зак Райдер победил Монтел Вонтевиуса Портера (M.V.P.)                                                    | Поединок один на один                                                     | Неизвестно |
| 1                                | Кофи Кингстон (c) победил Дрю МакИнтаира                                                                 | Поединок за титул интерконтинентального чемпиона WWE                      | 16:29      |
| 2                                | Алисия Фокс победила Ив (c), Гейл Ким и Марис                                                            | Фатальный четырёхсторонний поединок за титул чемпиона див WWE             | 05:42      |
| 3                                | Эван Борн победил Криса Джерико                                                                          | Поединок один на один                                                     | 12:04      |
| 4                                | Рей Мистерио победил Джека Сваггера (c), СМ Панка и Биг Шоу                                              | Фатальный четырёхсторонний поединок за титул чемпиона мира в тяжелом весе | 10:28      |
| 5                                | Миз (c) победил R-Truth                                                                                  | Поединок за титул чемпиона Соединённых Штатов WWE                         | 13:23      |
| 6                                | Династия Харт (Тайсон Кидд, Девид Харт Смит и Наталья) победили Братьев Усо (Джимми и Джей Усо) и Тамину | Смешанный командный поединок шести рестлеров                              | 09:29      |
| 7                                | Шеймус победил Джона Сину (c), Рэнди Ортона и Эджа                                                       | Фатальный четырёхсторонний поединок за титул чемпиона WWE                 | 17:25      |
| (c) – чемпион на момент поединка | |                                                                           |            |